# AEC Routemaster

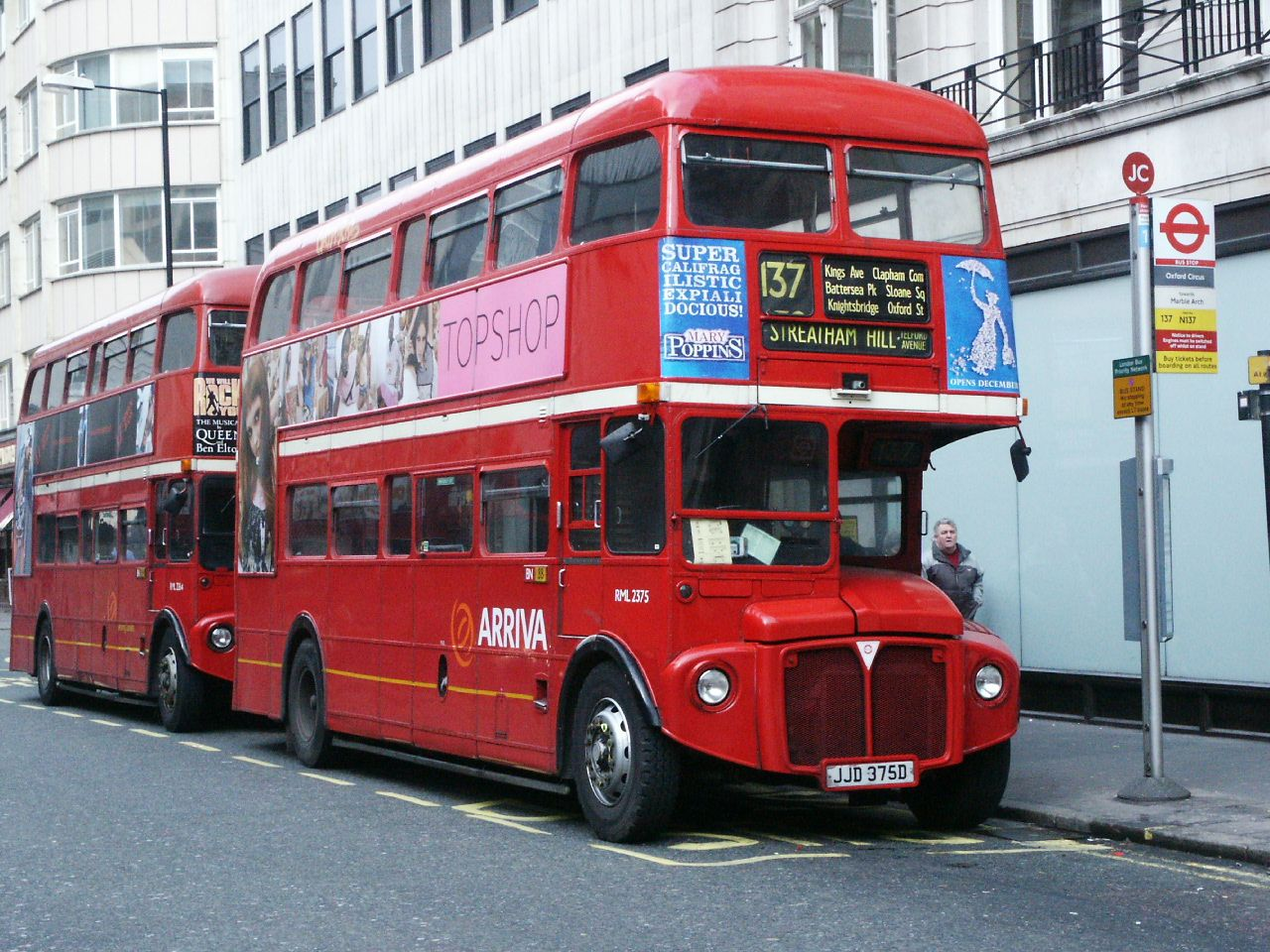
Um ônibus da AEC Routemaster.

O AEC Routemaster é um ônibus double decker com motor dianteiro, projetado pela London Transport e construído pela Associated Equipment Company (AEC) e pela Park Royal Vehicles. O primeiro protótipo foi concluído em setembro de 1954 e o último foi entregue em 1968. O layout do veículo era convencional para a época, com meia cabine, motor montado na frente e plataforma traseira aberta, embora a versão de ônibus estivesse equipada com portas da plataforma traseira. Também foram produzidos veículos de entrada para a frente com portas de plataforma, assim como um protótipo exclusivo de entrada frontal com o motor montado transversalmente na traseira.
O primeiro Routemasters entrou em serviço na London Transport em fevereiro de 1956 e o último foi retirado do serviço regular em dezembro de 2005, embora uma rota histórica ainda seja operada pelo Routemasters no centro de Londres. A primeira rota de ônibus de Londres a ser operada pelo Routemaster foi a rota 2, em 8 de fevereiro de 1956, com RM1. O mesmo ônibus, com um front-end revisado, apareceu no Lord Mayor's Show em novembro de 1956.
A maioria dos Routemasters foi construída para a London Transport, embora pequenos números tenham sido feitos para a British European Airways e a Northern General Transport Company. Um total de 2.876 Routemasters foram construídos, dos quais 1.280 ainda existem.
Um projeto pioneiro, o Routemaster sobreviveu a vários de seus tipos de reposição em Londres, sobreviveu à privatização dos ex-operadores de ônibus da London Transport e foi usado por outros operadores no Reino Unido. Na moderna operação de ônibus de transporte público do Reino Unido, os recursos antiquados do Routemaster padrão foram elogiados e criticados. A plataforma aberta, enquanto exposta aos elementos, permitia embarcar e desembarcar em locais que não fossem paradas oficiais; e a presença de um condutor permitiu tempo mínimo de embarque e segurança ideal, mas com maiores custos de mão-de-obra.
Em 2006, o Routemaster foi eleito um dos 10 principais ícones de design da Grã-Bretanha, incluindo o Concorde, Mini, Supermarine Spitfire, o mapa de metrô de Londres, a World Wide Web e a cabine telefônica K2. No final dos anos 2000, começaram os trabalhos em um novo ônibus Routemaster, inspirado no design tradicional do Routemaster. Entrou em serviço em fevereiro de 2012.

## Design

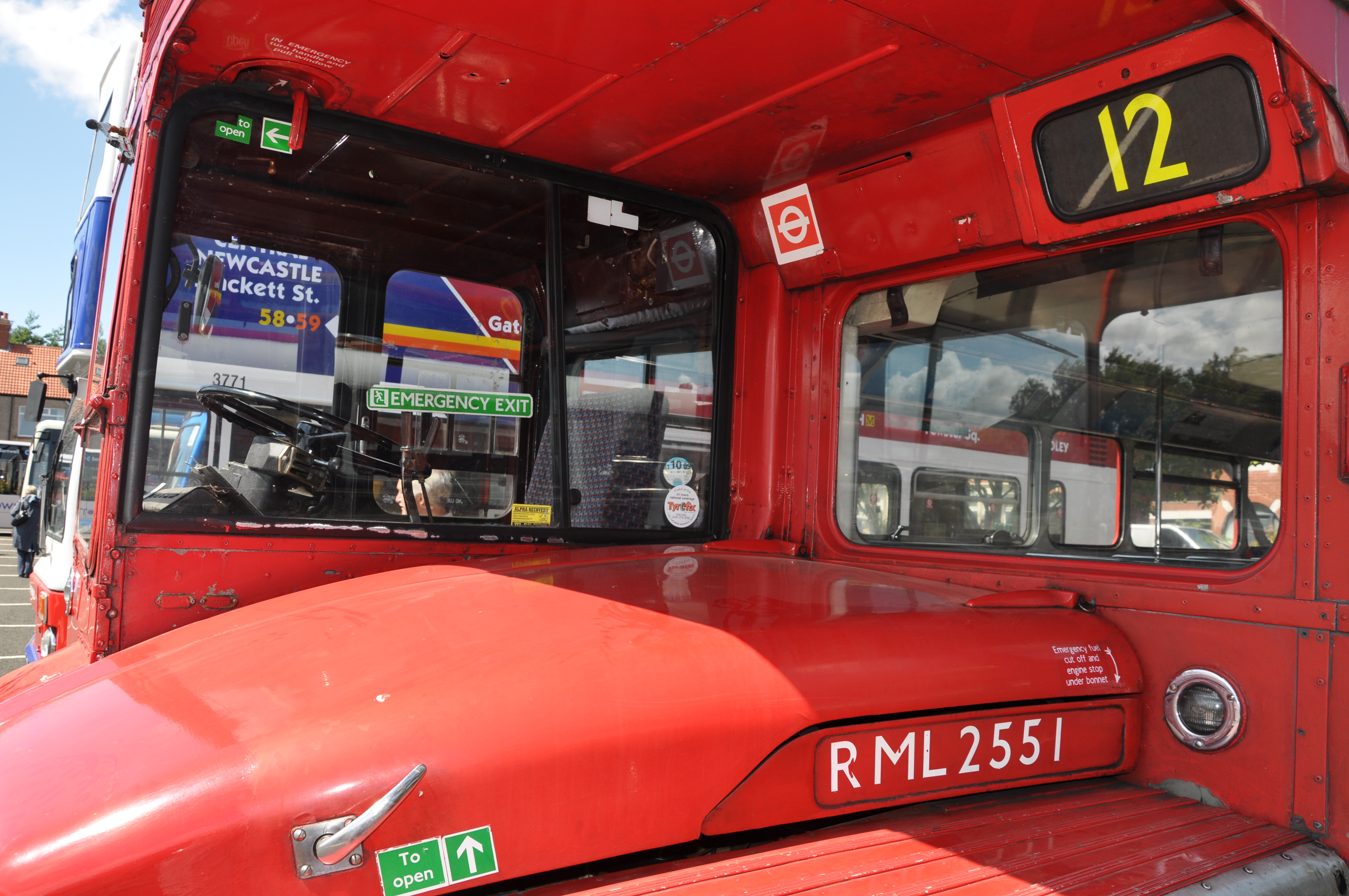
Cabine de motorista de um RML2551.

O Routemaster foi desenvolvido entre 1947 e 1956 por uma equipe dirigida por AAM Durrant e Colin Curtis, com o estilo de veículo de Douglas Scott. O resumo do projeto era produzir um veículo mais leve (portanto, mais econômico em combustível), mais fácil de operar e que pudesse ser mantido pelas práticas de manutenção existentes no Aldenham Works, aberto recentemente, mas com procedimentos de manutenção mais fáceis e de baixo custo. O veículo resultante acomodou 64 passageiros, apesar de ter três quartos de tonelada longa (0,84 tonelada curta; 0,76 t) mais leve que os ônibus da família RT, com 56 passageiros.
A primeira tarefa na entrega do serviço foi substituir os trólebus de Londres, que substituíam os bondes, e começar a substituir os tipos mais antigos de ônibus a diesel. O Routemaster foi projetado pela London Transport e construído na Park Royal Vehicles, com as unidades de operação fornecidas por sua empresa irmã AEC. Ambas as empresas eram de propriedade da Associated Commercial Vehicles, que foi adquirida pela Leyland Motors em 1962.
Plataforma traseira de um Routemaster, com trilhos de mão atualizados para a operação Heritage Route
Era um design inovador e usava alumínio leve, juntamente com técnicas desenvolvidas na produção de aeronaves durante a Segunda Guerra Mundial. Além de um novo projeto integral de economia de peso, ele também foi introduzido pela primeira vez em uma suspensão dianteira independente do ônibus, direção hidráulica, caixa de velocidades totalmente automática e frenagem hidráulica. Isso surpreendeu alguns pilotos antigos, que acharam o chassi inesperadamente leve e ágil em comparação com os designs mais antigos, especialmente como retratado em filme em testes na plataforma de skid da Chiswick Works. Imagens de RM200 submetidas ao teste de derrapagem em Chiswick foram incluídas no filme de 1971, On the Buses.
O Routemaster foi um desvio do método tradicional de construção de chassi / carroceria. Foi um dos primeiros ônibus "integrais", com uma combinação de uma subestrutura de aço "A" (incluindo motor, direção e suspensão dianteira) e uma subestrutura de aço "B" traseira (com eixo traseiro e suspensão), conectados por um corpo de alumínio. A caixa de engrenagens foi montada na parte inferior da estrutura da carroçaria, com eixos no motor e no eixo traseiro. Mais tarde, os trólebus de Londres antes da guerra haviam adotado anteriormente a construção sem chassi.